# Vestlig historisk tøjmode
 Der er for få eller ingen kildehenvisninger i denne artikel, hvilket er et problem. Du kan hjælpe ved at angive troværdige kilder til de påstande, som fremføres i artiklen.

Tøjmoden er den norm, som angiver hvad der er smart tøj her og nu.
De toneangivende kaldes trendsættere. De lavere klassers klædedragt afspejler den gamle mode i de højeste klasser. Moden skiftede langt langsommere forhistorisk tid, end den gør nu. I forrige århundrede blev moden dikteret af især de store modehuse. I dag forsøger modehuse og tøjfirmaer at foregribe næste sæsons efterspørgsel ved at iagttage grupper af mennesker, de regner for trendsættere – og dermed bliver det. Kollektionerne sammensættes nu af tøjdesignere efter trendkataloger. Andre aspekter, der har indflydelse på moden, er den teknik og de tekstiler, der er til rådighed. Mange, f.eks. Rudolf Broby Johansen, har argumenteret for, at moden også er påvirket af politiske og socioøkonomiske forhold.
I mange kulturer er moden forskellig for mænd og kvinder, og i klassedelte samfund klæder folk sig efter tilhørsforhold. Moden er blevet forskellig for børn, unge og voksne.
Følgende er en oversigt over moden indenfor den vestlige kulturkreds og i særdeleshed i Danmark. Illustrationer er europæiske.

## Begrebet mode
Ordet mode stammer oprindeligt fra det franske sprog, som kommer af det latinske ord "modus", der betyder "måde", selve begrebet mode, som vi kender det i dag, stammer fra middelalderens Italien og betød takt og tone i de højeste samfundslag. Begrebet kom til dansk fra Frankrig via modeblade, som var en enkelt ark med et farvelagt kobberstik. Det var kun en mode for de højeste samfundslag. Siden er modebegrebet blevet stadigt bredere. Nu kaldt fashion, som både betyder mode og en måde at gøre noget på.

## Tidslinje

### Jægerstenalderen
Der er fundet spranget tøj af pilebast. Fund af en indridset tegning på en hjorteknogle antyder at menneskene bar fodlange dyreskindskapper. Der er også fundet synåle.

### Kobberalder
Denne periode mellem sten- og bronzealder findes ikke i Danmark. Ötzis tøj er velbevaret. Hans sko er blevet testet af nutidens dygtige tjekkiske bjergbestigere og fundet fremragende efter dagens standard.[kilde mangler] Der er planer om masseproduktion.[kilde mangler]

### Bronzealder
Narturfarvet brun uld. Egtvedpigens tøj er velbevaret.

### Keltisk jernalder
Korte langhårede skindkapper. Huldremosekvindens tøj er godt bevaret.

### Romersk jernalder
Fund af farvet tøj.

### Vikingetid
De lange blå bukser (broge) bliver en slags uniform for vikingerne.

### Middelalderen(DK: 1066-1536)
Klæderne var gjort i uld, hør eller silke. Mange brugte naturfarvning. De billigere farver var støvet grøn, brun, gul og orange samt nuancer heraf. De dyre farver var gerne klare farvenuancer af rød og grøn. Særligt blå, sort og purpur var vanskelig at farve, og var derfor forbeholdt de rige, som kunne betale det. Fløjl var ligeledes for de rige.
Undertøj var gjort i hør og overtøj i uld eller silke. For kunne også være hør, men uld og silke blev også anvendt. Kvinderne bar særk (en underkjole) og en overkjole i uld. Kvinder bar hovedlin, vikle eller lignende til at dække håret. Denne mode udviklede sig til aldeles kunstfærdige opsætninger op igennem 1300- og 1400-tallet.
Mænd bar underbukser, såkaldte broger og en skjorte i hør. Hoser blev bundet op i et bælte om livet, eller direkte i en jakke kaldet en dublet. Hoserne skulle gerne sidde så stramt som muligt, og blev nogle gange syet på. Efter vikingetiden gik man bort fra sammensyede hoser og lavede hvert sit hoseben, der blev bundet op separat. Omkring år 1400 begyndte man at sy dem sammen igen, startende i Sydeuropa og langsomt længere nordpå. Ved reformationen brugte man atter fuldhoser med sammensyede ben.
Kofter og dubleter blev båret som overtøj. Købmænd og adelige kunne også bære kåber. På hovedet havde man en hat. Omkring 1300 begyndte almindelige mænd at gå med kyse, for at imitere ridderne, der bar vatterede kyser under deres hjelme. Omkring år 1400 var dette dog på vej tilbage. Hatten var filtet eller syet i uldstof.
Strudhætter blev brugt i koldt, vådt eller blæsende vejr af både mænd og kvinder. Mænds strudhætter var syet hele vejen rundt mens kvinders typisk havde knaplukning foran. Kapper blev primært brugt som rejsetøj.
Sko blev fremstillet i læder, og fra midten af 1300-tallet og frem blev det stadig mere populært med lang spidse snuder på skoene blandt de rige mennesker. I nogle tilfælde blev de så lange, at de måtte bindes fast til bærerens ben, for at man ikke snublede i dem. Patiner eller klamper (en slags træsko) blev brugt i vådt og koldt vejr til at have under skoene.

### 1536-1900
Fra reformationen og frem til ca. 1900. I slutningen af 1800-tallet var den gennemsnitlige vægt af en kvindes moderigtige antræk 18 kg.

### 1900-1909
Den typiske selskabskjole var stram omkring livet og krævede et snøreliv. På dette tidspunkt var det moderne at være så smal om taljen som muligt, så man gjorde hvad man kunne for at stramme snørelivet mest muligt om livet på kvinden. Kjolen var gulvlang og med stor vidde forneden. Den var tilpasset over hoften og helst med slæb. Enten var kjolens ærmer lange og stramtsiddende eller man kvinden bar lange handsker på. Stofferne til fint brug var først og fremmest bomuld og silke, herefter fulgte lærred, uld og serge hos dem, som var knapt så velhavende. Fine kjoler skulle pyntes med galoner, bånd, broderede eller slåede knapper, sløjfer, plisséer og flæser. Farverne var mest mørke, dæmpede og naturligt blege farver. Som tilbehør var silkestrømper og lange stramtsiddende handsker i blege farver. Fra ca. 1905 begyndte barmen at vise sig, og taljen kom højere op.
Dagdragten for herre var jaket eller diplomatfrakke afhængig af formaliteten af de ting herren deltog i. Jakkesættet blev også i stigende grad anvendt.

### 1910-1919
Korsettet begyndte at løsne sig, og nu hed det et long-line korset. Forskellen er, at long-line korsettet er tilpasset kroppen bedre, man snørede det ikke så stramt som et gammeldags korset. Skørtet blev ankelkort og mere snævert, og der var en meget enkel krave omkring kjolens hals. Stadig lange ærmer eller handsker. Fra ca. 1917 blev skørterne endnu kortere. Perler, frynser, broderier og anden pynt blev stadig brugt, men ikke i så stor stil som tidligere. Fra omkring 1910 var farverne naturligt dæmpede, dristige og usædvanlige farvekombinationer af mørkt og lyst.

### 1920-1929
Moden tog nu en brat vending for den ideelle selskabskjole. Samtidig med at taljen sad nede omkring hoften, og kjolen var løs omkring et ikke stift korset, skulle skørtet nu kun have knælængde. Smalle taljer betød ikke så meget mere. Der var mange forskellige udformninger i halsene, der var sjældent fuld ryg i kjolerne, og armene skulle være bare. Der brugtes stadig perler, pailletbroderier og broderede bånd til pynt. Farverne var nu: smaragdgrøn, citrongul, kongeblå og violet i let blegede, men naturlige udgaver i dramatiske kombinationer.

### 1930-1939
Kjolerne skulle nu være lange, slanke og snævre med bare skuldre og store udskæringer i både ryg og hals og stadig bare arme. Frem til 1934 gerne med en sløjfe eller anden pynt ved lænden og et lille slæb. Pynten var nu næsten udryddet, kun syningerne på tværs eller langs af skørtet, gav den enkelte kjole særpræg. Efter 1934 kom der flere varianter. Både med og uden ærmer. Der var pludselig mange forskellige typer kjoler på mode. Først var det de "fimsede" farver, som dominerede, senere kom skarpere farver, og man begyndte at eksperimentere med at blande dem.

### 1940-1949
Mens hverdagsdragter blev knælange og ensfarvede kjoler, var selskabskjoler stadig helt lange eller til anklerne, men også hovedsageligt ensfarvede. Under krigen, hvor det var meget svært at skaffe stof – og især andre stoffer end uld, bomuld, lærred og syntetisk. Man kom tilbage til det tætsiddende omkring livet måske med et bælte. Skulderpuderne kom frem, for det blev moderne med kantede og brede skuldre. Skørterne var glatte med et enkelt læg eller folder. Efter krigen brugtes silketaft, og de blege og smukke røde farver vendte tilbage med lyst tilbehør eller intet tilbehør. Moden var gået tilbage til det let pyntede med flæser, handsker og stikninger.

### 1950-1959
Store kjoler med smal talje var igen kommet frem , dog for størstedelen uden korset. De var i meget klare farver, oftest lyserød, blå, grøn og sort. Barmen var fremhævet ved udskæringerne og snittene, og skørterne var rynkede og længderne varierede fra knælængde til gulvlængde. Farvesammensætningerne var heller ikke længere så vovede.

### 1960-1964
I begyndelsen var selskabsdragten som i slutningen af forrige periode. Senere skulle den sidde til over hoften med et kort skørt med folder og let pynt som sløjfer. Derefter kom lange tætsiddende kjoler, som fulgte kroppens fulde figur. De havde oftest ingen ærmer, men var til gengæld med handsker. Disse kjoler gjorde det svært at flytte benene ret langt ad gangen, da de var snævre helt ned over anklerne. Farverne blev mere kraftige og fremtrædende.

### 1965-1969
Selvom de lange skørter stadig var fremme, hvad enten de var tætsiddende eller med vidde, begyndte pigerne at gå med miniskørter, som gik til midt på låret, men der skulle stadig være lidt pynt, nu var det bare kun et bælte med en flot lås, eller en enkelt sløjfe i håret. Men da kom også de lange bukser frem, og blev en udbredt festlig beklædningsdel. Dette ville være utænkeligt bare tyve år tidligere, fordi herrerne nærmest havde monopol på bukserne.

### 1970-1974
Dette var den mest flippede periode inden for festtøj. Mange bar lange bukser med vidde hele vejen ned af meget gammeldags stof, som var meget mønstret og spraglet. Alt hvad man kunne finde af flæser og blonder blev sat på tøjet. Farverne var lyse og klare, "mønster i mønster". Taljen var ikke skjult af dragterne.

### 1975-1979
Tidligst i denne periode var den helt lange kjole igen på mode i flere typer og modeller. Nogle var tætsiddende med slice og uden ærmer, og gerne med pailletpynt, mens andre havde vidde, masser af folder og lange, store ærmer. Senere var tætsiddende bukser med en kort blusekjole ned over populært. Også bukser med meget vidde og folder og var indsnævrede i anklen ("Aladdin-bukser"), kom på mode.

### 1980-1989
Først i 1980'erne var det igen lange kjoler med talje og gerne et bælte til at fremhæve figuren. Helst med bare pletter på overkroppen som en bar skulder, en bar ryg eller en bar plet ved brystet. Der var skørter af alle slags, lange, korte, snævre og løse. Senere blev skørterne korte og med forskellige faconer, fx lidt puffet eller bare stramt. Nu var man heller ikke længere så kræsen: der var flere modeller og farver at vælge mellem på hylderne. Med lange ærmer var det oftest skulderpuder.I 1980'erne hed det sporty look: Bredskuldrede jakkesæt, stramme cykelshorts, træningsdragter og joggingtøj. Kvinderne blev meget maskuline. Knæbukser af fløjl og korte heppekorsskørter blev også meget moderne. Lady Dianas eventyrlige brudekjole i 1980 blev kopieret utallige gange til mindre bryllupper, og det var med til at skabe en trend for romantiske aftenkjoler

### 1990-1994
I starten af 1990'erne kom cowboybukserne frem som festtøj, og de skulle helst være snævre hele vejen ned ad benet. Kjolerne skulle være stramme og korte, og de skulle helst være med flæser på kjolens skørt. Ellers var der ingen synderlig ændring fra sidst i 1980'erne.

### 1995-2003
1960'ernes flowerpower-stil kom frem igen, og den var hovedsageligt til unge menneskers fester. Trompetbukser blev meget populære sammen med en overdel i alt fra en spraglet skjorte til en ensfarvet sweater. Nu er det blevet populært med en underkjole eller nederdel uden over bukserne og en enkel bluse til. Benvarmere er blevet populære under bukserne og ned over fodtøjet til en nederdel, og de er der ikke for at varme, men fordi de er "smarte" (smag og behag).
Nu er det moderne med lavtaljede bukser, helst jeans.

### 2003-2006
Alt skulle være "Baggy" og man skulle gå med løse bukser og en stram top hvor maven gerne måtte ses.

### 2006-2010
Reaktionen på det posede og baggy udtryk blev tætsiddende over- og underdele til både mænd og kvinder. Særligt de karakteristiske skinny jeans blev et fremtrædende element i beklædninger inden for både klassiske stilarter med en tilhørende skjorte og blazer samt inden for mindre formelle antræk eksempelvis med en tilhørende kropsnær t-shirt eller sweatshirt. Mørke farver såsom sort, rød og mørkeblå dominerede denne periode, hvilket komplementerede de slanke silhuetter, som primært blev tilsigtet hos begge køn.